# Lijst van voetbalinterlands Oezbekistan - Taiwan
Deze lijst van voetbalinterlands is een overzicht van alle officiële voetbalwedstrijden tussen de nationale teams van Oezbekistan en Taiwan (Chinees Taipei). De landen hebben tot op heden zeven keer tegen elkaar gespeeld. De eerste ontmoeting, een kwalificatiewedstrijd voor Wereldkampioenschap voetbal 2002, werd gespeeld in Tasjkent op 23 april 2001. Het laatste duel, een kwalificatiewedstrijd voor het Wereldkampioenschap voetbal 2010, was op 28 oktober 2007 in Taipei.

## Wedstrijden
| № | Plaats   | Datum            | Competitie           | Wedstrijd                    | Uitslag |
| - | -------- | ---------------- | -------------------- | ---------------------------- | ------- |
| 1 | Tasjkent | 23 april 2001    | WK 2002 kwalificatie | Oezbekistan − Chinees Taipei | 7 − 0   |
| 2 | Amman    | 5 mei 2001       | WK 2002 kwalificatie | Chinees Taipei − Oezbekistan | 0 − 4   |
| 3 | Taipei   | 31 maart 2004    | WK 2006 kwalificatie | Chinees Taipei − Oezbekistan | 0 − 1   |
| 4 | Tasjkent | 17 november 2004 | WK 2006 kwalificatie | Oezbekistan − Chinees Taipei | 6 − 1   |
| 5 | Taipei   | 24 maart 2007    | Vriendschappelijk    | Chinees Taipei − Oezbekistan | 0 − 1   |
| 6 | Tasjkent | 13 oktober 2007  | WK 2010 kwalificatie | Oezbekistan − Chinees Taipei | 9 − 0   |
| 7 | Taipei   | 28 oktober 2007  | WK 2010 kwalificatie | Chinees Taipei − Oezbekistan | 0 − 2   |

## Samenvatting
| Competitie        | Totaal gespeeld | Winst Oezbekistan | Gelijk | Winst Chinees Taipei | Doelsaldo Oezbekistan – Chinees Taipei |
| ----------------- | --------------- | ----------------- | ------ | -------------------- | -------------------------------------- |
| WK-kwalificatie   | 6               | 6                 | 0      | 0                    | 29 − 1                                 |
| Vriendschappelijk | 1               | 1                 | 0      | 0                    | 1 − 0                                  |
| Totaal            | 7               | 7                 | 0      | 0                    | 30 − 1                                 |

UFF · A-internationals · Bondscoaches · Statistieken · Oezbeeks vrouwenelftal · Olympisch elftal · Oezbekistan U21 · Oezbekistan U20 · Oezbekistan U19 · Oezbekistan U18 · Oezbekistan U17
1990 – 1999 ·
2000 – 2009 ·
2010 – 2019 ·
2020 – 2029 ·
1994 · 
1995 · 
1996 · 
1997 · 
1998 · 
1999 · 
2000 · 
2001 · 
2002 · 
2003 · 
2004 · 
2005 · 
2006 · 
2007 · 
2008 · 
2009 · 
2010 · 
2011 · 
2012 · 
2013 · 
2014 ·
2015 ·
2016 ·
2017 ·
2018 ·
2019 ·
2020 ·
2021 ·
2022 ·
2023
Albanië ·
Armenië ·
Australië ·
Azerbeidzjan ·
Bahrein ·
Bangladesh ·
Bolivia ·
Bosnië en Herzegovina ·
Burkina Faso ·
Cambodja ·
Canada ·
China ·
Costa Rica ·
Estland ·
Filipijnen ·
Georgië ·
Hongkong ·
India ·
Indonesië ·
Irak ·
Iran ·
Israël ·
Japan ·
Jemen ·
Jordanië ·
Kameroen ·
Kazachstan ·
Kirgizië ·
Koeweit ·
Letland ·
Libanon ·
Malediven ·
Maleisië ·
Marokko ·
Mexico ·
Mongolië ·
Montenegro ·
Nieuw-Zeeland ·
Nigeria ·
Noord-Korea ·
Oeganda ·
Oekraïne ·
Oman ·
Palestina ·
Qatar ·
Rusland ·
Saoedi-Arabië ·
Senegal ·
Singapore ·
Slowakije ·
Sri Lanka ·
Syrië ·
Tadzjikistan ·
Taiwan ·
Thailand ·
Turkije ·
Turkmenistan ·
Uruguay ·
Venezuela ·
Verenigde Arabische Emiraten ·
Verenigde Staten ·
Vietnam ·
Wit-Rusland ·
Zuid-Korea ·
Zuid-Soedan ·
Zweden
CTFA ·
Bondscoaches ·
vrouwenvoetbalelftal ·
Topscorers
Afghanistan ·
Australië ·
Bahrein ·
Bangladesh ·
Brunei ·
Cambodja ·
Fiji ·
Filipijnen ·
Grenada ·
Guam ·
Hongkong ·
India ·
Indonesië ·
Irak ·
Iran ·
Israël ·
Japan ·
Jordanië ·
Kenia ·
Kirgizië ·
Koeweit ·
Laos ·
Macau ·
Maleisië ·
Mongolië ·
Myanmar ·
Nepal ·
Nieuw-Zeeland ·
Noord-Korea ·
Oezbekistan ·
Oman ·
Oost-Timor ·
Pakistan ·
Palestina ·
Panama ·
Saint Kitts en Nevis ·
Salomonseilanden ·
Saoedi-Arabië ·
Singapore ·
Sri Lanka ·
Syrië ·
Thailand ·
Trinidad en Tobago ·
Turkmenistan ·
Vietnam ·
Zuid-Korea ·
Zuid-Vietnam